# Пособие по безработице (Австрия)
Пособие по безработице предназначено для обеспечения средствами к существованию безработных граждан в Австрии при поиске новой работы и выплачивается с самого начала безработицы. Кроме того, есть дополнительные требования для получения пособия по безработице. 

## Правовые основы
Правовой основой пособия по безработице в Австрии является Закон о страховании на случай безработицы (AIVG). 

### Необходимые требования
В Австрии применяются различные условия для получения пособия по безработице. В дополнение к основному требованию (должна быть безработица), должна быть доказана готовность работать и трудоспособность. Безработный должен быть готов взять на себя трудовые обязательства не менее 20 часов в неделю (в случае наличия у безработного обязательств по уходу за ребенком в возрасте до 10 лет или за ребёнком-инвалидом минимальное требование составляет 16 часов в неделю). Кроме того, пособие по безработице может быть получено только в том случае, если до наступления безработицы вы работали в течение определенного периода времени в сфере занятости, на которую распространяется страхование по безработице, с учетом следующих периодов:
- В первый раз, когда выплачивается пособие по безработице, этот период должен составлять не менее 52 недель в течение последних двух лет, прежде чем заявка будет подана.
- После этого минимальный период в 28 недель применяется в течение последнего года до подачи претензии.
- До достижения 25-летнего возраста при первом предъявлении иска достаточно трудоустроиться в течение 26 недель в течение последнего года, который подлежит страхованию по безработице. [2]

### Подача заявления о безработице
Условием получения пособия по безработице является также заявление о безработице. Это должно быть объявлено не позднее первого дня наступления факта безработицы в соответствующем региональном отделении Государственной службы занятости (AMS) при личном контакте.

## Размер пособия по безработице
Пособие по безработице в Австрии состоит из базовой суммы и возможных семейных пособий, а также возможны дополнительные выплаты. Базовая сумма основана на годовом взносе из вознаграждения с учетом страховых взносов по безработице - в первой половине года используется предпоследний год, а во второй половине года для оценки используется последний год.

 Пособие по безработице рассчитывается на основе чистого дохода (социальные взносы и подоходный налог вычитаются из валовой базы). 55 % чистого дохода - это базовая сумма пособия по безработице. 
```
Arbeitslosengeld = Nettoeinkommen x 0,55 + Familienzuschlag + allfälliger Ergänzungsbeitrag

```

Семейная надбавка включает в себя  дополнительную сумма в размере 0,97 евро в день, она будет предоставляться каждому лицу, имеющему право на доплату. Лица, имеющие право на оплату: это дети и внуки, пасынки, усыновленные дети и приемные дети, а также супруги и партнеры, если безработный вносит значительный вклад в содержание этих лиц, а также если дети имеют право на семейные пособия, а взрослые не превышают лимит незначительности.
После 45 лет плата, уже начисленная для расчета базовой суммы пособия по безработице, должна также использоваться для других требований («защита базовых взносов»).
Пособие по безработице выплачивается ежемесячно с задолженностью примерно 8-го числа следующего месяца. 
Bundesrechenzentrum GmbH предлагает онлайн-калькулятор для определения ожидаемого пособия по безработице.

## Продолжительность получения пособия по безработице
В принципе пособие по безработице предоставляется на 20 недель. Однако при определенных условиях срок получения пособия может быть продлен до:
- 30 недель, если в течение последних 5 лет была занятость в течение 156 недель до подачи заявления
- 39 недель, по достижении 40-летнего возраста и в течение последних десяти лет безработный был трудоустроен в течение 312 недель
- 52 недели, по достижении 50-летнего возраста и в течение последних 15 лет безработный был трудоустроен в течение 468 недель. [2]

В конце периода выплаты пособий по безработице может быть подана заявка на получение неотложной помощи. Эта помощь будет регулироваться законом Австрии в 2018 году и будет независима от любого партнера.

## Дополнительный доход для получающих пособие по безработице
- Незначительная занятость

Незначительная занятость может осуществляться без какого-либо влияния на пособия по безработице (в настоящее время предельный предел заработка составляет 425,70 евро в месяц (по состоянию на 1 января 2017 года), она подлежит постоянной корректировке и включена в §5 (2) ASVG  .) Исключение: если человек устраивается на небольшую работу с одним и тем же работодателем, он не считается безработным, если период между предыдущей полностью застрахованной работой и предельной занятостью составляет менее одного месяца.
Если трудовые отношения не начинаются с первого числа месяца, ежемесячная сумма должна рассчитываться пропорционально в этом первом месяце.
Если трудовой договор ограничен периодом менее одного календарного месяца, ограничение составляет 28,89 евро за рабочий день (по состоянию на 1 января 2012 года), но валовой ежемесячный доход ни в коем случае не должен превышать месячный предельный предел в размере 376,26 евро.
Если дневной лимит незначительной занятости превышен, то права на получение пособия по безработице в рабочие дни, в которые выполнялась деятельность нет.
- Работа на самого себя (Самозанятость)

В случае самозанятости, те же ограничения дохода применяются и к получению пособий по безработице. Кроме того, 11,1 % оборота не должно превышать предельный доход, что составляет ежемесячную сумму в размере 3 389,73 евро (2012 г.).
- Обязательная регистрация дополнительных доходов

Для каждой формы дохода вне пособия по безработице существует обязанность для персоны получающей пособие, сообщать в AMS. Это применяется независимо от регистрации в региональном фонде медицинского страхования или аналогичном заведении. 

## Дополнительные правовые положения
- Период блокировки выплаты пособия

Если сами трудовые отношения были прекращены, то безработный не имеет право на пособие по безработице в течение 4 недель после окончания трудовых отношений («срок удержания выплаты»). Он вступает в силу, если трудовые отношения были прекращены по собственной инициативе (законное увольнение, несанкционированная отставка) или добровольно без уважительной причины (прекращение службы, но не взаимосогласованное увольнение). Это также относится к решению об увольнению в течение испытательного срока. Период блокировки выплаты  не сокращает продолжительность пособия по безработице, а только переносит день выплаты пособия. Даже в случае периода блокировки, заявление на получение пособий по безработице должно быть немедленно подано в ответственную службу занятости, поскольку только в этом случае обеспечивается постоянная защита безработного в рамках медицинского страхования. AMS также может, при определенных условиях, воздерживаться от применения блокировки выплаты или сократить период блокировки. 
- Ограничение права на пособие по безработице

Даже если есть базовое право на пособие по безработице, требование получения пособия может быть приостановлено в следующих случаях:
- в конце трудового периода у безработного все еще оставался открытый отпуск для отдыха 
- это было выплачиваемое пособие при увольнении 
- из-за болезни все еще остается обязательство по выплате продолжительного платежа бывшему работодателю 
- это связано с пособиями по болезни или по беременности и родам 
- пребывание за границей - если не доказано, что он ищет работу за границей 
Отпуск только откладывает день начала выплаты пособия, поэтому продолжительность выплат не меняется.
При определенных условиях можно получить пособие по безработице в качестве аванса на пособие по прекращению службы или компенсацию за отпуск. 
- Согласие на «разумную» работу

Если приемлемая работа не принята безработным или он отказался от переподготовки или интеграции, право на пособие по безработице в течение срока действия отказа истекает, но не менее чем в течение 6 недель. Если в течение одного года до начала текущей потери права произошла потеря права на пособие по безработице, срок увеличивается до 8 недель.
Занятость является разумной, если она соответствует следующим условиям:
- подходит для физических способностей безработного 
- здоровье и мораль безработного не подвергаются угрозе 
- адекватно оплачиваются 
- будущая рабочие обязанности на новой работе существенно не увеличиваются. 
- Пенсионное страхование

Базовые периоды выплаты пособия по безработице учитываются в пенсионном страховании следующим образом:
Для лиц, достигших 50-летнего возраста до 1 января 2005 года, учетные периоды считаются замещающими периодами в пенсионном страховании, для более молодых людей с 1 января 2005 года учетные периоды считаются периодами взносов.
Периоды взносов, полученные во время пособий по безработице, однако, оцениваются только в 70% от базы взносов, используемой для измерения пособия по безработице. 

## Отчеты, документы (оригиналы на немецком языке)
1. ↑  Bundeskanzleramt Rechtsinformationssystem: Bundesrecht: Gesamte Rechtsvorschrift für Arbeitslosenversicherungsgesetz 1977. Архивная копия от 5 июня 2019 на Wayback Machine
2. 1 2  Arbeitsmarktservice: Архивировано {{{2}}}.
3. 1 2 3 4 5 6  Soziales Leben in Österreich: Arbeitslosengeld Архивная копия от 22 ноября 2009 на Wayback Machine
4. ↑  jusline.at: §5. Ausnahmen von der Vollversicherung. Архивная копия от 14 марта 2017 на Wayback Machine Allgemeines Sozialversicherungsgesetz (ASVG) §5